# Félix Torres Sánchez
Félix Torres (Ponce, Puerto Rico; 1 de mayo de 1932 – 8 de agosto de 2025) fue un beisbolista puertorriqueño que jugó tres temporadas en la MLB en la posición de tercera base con Los Angeles Angels.

## Carrera
Inició su carrera en las ligas menores de los Cincinnati Redlegs en 1955 hasta 1960. En 1961 fue adquirido por los Philadelphia Phillies pero nunca llegó al primer equipo. El 27 de noviembre de 1961 fue adquirido por los California Angels por la regla de 5.
Torres llegó a jugar tres temporadas en la Major League Baseball, teniendo su debut con Los Angeles Angels el 10 de abril de 1962, partido en el que Torres se fue sin hits en cuatro turnos ante los Chicago White Sox en el Comiskey Park de Chicago, Illinois. En su tercer partido, una derrota por 0-5 ante los Minnesota Twins en el Dodger Stadium en Los Angeles, California, Torres conectó su primer hit, el cual fue un doble ante Jim Kaat.
En 1962, su año de novato, promedió .254 con 11 cuadrangulares y 74 carreras impulsadas, pero solo consiguió 51 al año siguiente. En 127 su promedio de bateo fue de .259 con 44 carreras anotadas. En 1963 Torres jugó 138 partidos, pero solo conectó 4 cuadrangulares, su promedio de bateo fue de .261 con 121 hits, ambas marcas personales. Torres bateó 12 cuadrangulares en 1964, la tercer mayor cantidad por un jugador de los Angels, detrás de Joe Adcock (21) y Jim Fregosi (18). A pesar de los números ofensivos, jugó menos partidos, anotó menos carreras, bateó menos hits, impulsó menos carreras, y su promedio de bateo disminuyó, lo que hizo que se retirara al final de la temporada.
También fue conocido por jugar en la Serie del Caribe de 1960, donde Torres fue líder en cuadrangulares, compartiendo los honores con Herman Davis de Puerto Rico y Héctor Headley López de Panamá, que llegaron a jugar por varios años en la Major League Baseball.